# Petrivka, Stanîcino-Luhanske
Petrivka (în ucraineană Петрівка) este o așezare de tip urban din raionul Stanîcino-Luhanske, regiunea Luhansk, Ucraina. În afara localității principale, mai cuprinde și satul Voitove.

## Demografie
Componența lingvistică a așezării de tip urban Petrivka
     Rusă (68,84%)
     Ucraineană (30,71%)
     Alte limbi (0,22%)
Conform recensământului din 2001, majoritatea populației așezării de tip urban Petrivka era vorbitoare de rusă (68,84%), existând în minoritate și vorbitori de ucraineană (30,71%).